# Mantius frontosus
Mantius frontosus är en spindelart som först beskrevs av Simon 1899.  Mantius frontosus ingår i släktet Mantius och familjen hoppspindlar. Inga underarter finns listade i Catalogue of Life.